# F-89 (航空機)
F-89 スコーピオン
飛行するF-89D-45-NO
52-1959/52-2141/52-2138号機
(1952年撮影)
- 用途：全天候戦闘機、邀撃戦闘機
- 分類：戦闘機
- 製造者：ノースロップ
- 運用者：アメリカ空軍
- 初飛行：1948年8月16日
- 生産数：1,050機
- 運用開始：1950年
- 退役：1968年
- 運用状況：退役

F-89 スコーピオン（Northrop F-89 Scorpion ）は、ノースロップが開発し、アメリカ空軍が運用した戦闘機。
愛称の「スコーピオン(Scorpion)」はさそりの意。全天候戦闘機や要撃機として運用された。

## 概要
P-61の後継のジェット夜間戦闘機として、1945年12月より開発が開始され、1950年から実戦配備が行われた。
機体はレーダー手を乗せるためにタンデム複座となっており、機首にレーダーを搭載している。エンジンは胴体下部に並列に装備しており、ノズルは胴体後部、主翼直後にある。尾翼は細いテールの先に設置されており、主翼は中翼配置の直線翼である。
主翼端には増槽を装備できるが、後期型では増槽と武器庫が兼用となった大型ポッドとなった。この大型の増槽のおかげで航続距離は長く、広大な北極海をパトロールする必要があるアラスカの部隊において好評であった。そのため超音速戦闘機が実用化・配備されていき、同時期の単座亜音速全天候戦闘機であるF-86D/Lが退役する一方で、本機は非常に長く使われ、最後の空軍州兵の機体が退役したのは1968年である（航空自衛隊において「アメリカ空軍で余剰になった旧式機」として供与されたF-86Dが退役するのと、同年である）。

## 各型
XF-89
試作機。レーダー・FCSが間に合わず、空力的な試験のみを行った。J35-A-9エンジン装備。20mm機関砲4門。1機のみ製造。
YF-89
増加試作機。J35-A-21エンジン装備。主翼端の増槽を固定装備。M24 20mm機関砲6門。

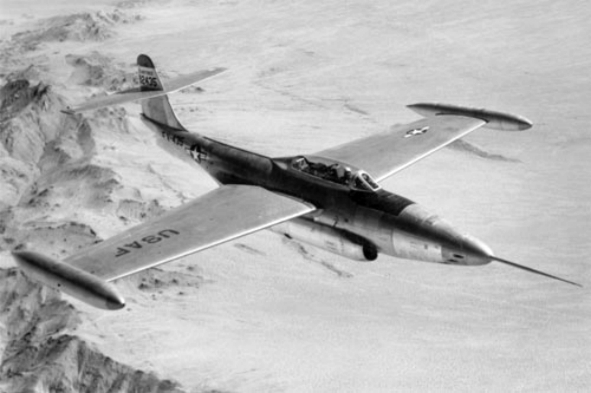
F-89A
初期量産型。空力的な不具合があり11機のみ製造。AN/APG-33レーダー搭載。
F-89B
電子機器・エンジンの換装。37機製造。
F-89C
各所を改良。167機製造。
YF-89D
F-89Bを改造。F-89Dのための試作機。1951年10月初飛行。
F-89D
機銃を降ろし、燃料容量を増加させている。さらに主翼端の増槽を大型化、武器庫と兼用になり、ポッドの前部にMk4 FFAR 70mmロケット弾52発（2基計104発）を搭載。
682機製造。内77機はAIM-4 ファルコン空対空ミサイル3発と70mmロケット弾21発のポッドを搭載。AN/APG-40レーダー。
YF-89E
J71エンジン搭載。試作1機のみ。
F-89F
J47エンジン搭載。計画のみ。
F-89H
D型よりFCSを改良。156機製造。
F-89J
F-89Dより改造。ジニーミサイルを装備可能。350機改造。

## 要目（F-89D）
- 全長：16.40m
- 全幅：18.41m
- 全高：5.33m
- 自重：11t

F-89

- エンジン：J-35-A-33ターボジェット（推力 2.4t）2基
- 乗員：2名
- 最大速度：1,020km/h
- 武装：Mk4 FFAR 70mmマイティ・マウス空対空ロケット弾52発計104連装2基、127㎜空対空16連装、爆弾1,500kg相当、AIM-4 ファルコン空対空ミサイル3発、AIR-2ジニー空対空核ロケット2発
- アビオニクス：AN/APG-40レーダー